# Kambal'nickie Koški
Le Kambal'nickie Koški (in russo Камбальницкие Кошки) sono un gruppo di isole russe, bagnate dal mare di Barents.
Amministrativamente fanno parte del Zapoljarnyj rajon, del circondario autonomo dei Nenec, nel Circondario federale nordoccidentale.
Il termine koška nel dialetto pomor significa "banco di sabbia".

## Geografia
Le isole sono situate lungo la costa nordorientale della penisola di Kanin, nella parte centro-meridionale del mare di Barents. Distano dalla terraferma, nel punto più vicino, circa 5,5 km.
Le Kambal'nickie Koški sono delle lingue di sabbia che si estendono in un arco che, in senso orario, parte da ovest e termina verso sud. Si trovano a est della foce della Vostočnaja Kambal'nica (река Восточная Камбальница), breve corso d'acqua creato dall'unione della Pesčanaja (река Песчаная) con diversi affluenti, e a sudovest dell'isola Korga e di capo Lajdennyj (мыс Лайденный).

Il gruppo è composto da tre isole principali e da sette isolotti, tutti all'interno di un esteso banco marino. L'isola maggiore è la più settentrionale; misura circa 5,1 km di lunghezza e 850 m di larghezza massima. L'altezza massima dell'intero gruppo è di soli 2 m s.l.m., raggiunto sia sull'isola maggiore che sull'isola orientale.

## Isole adiacenti
Nelle vicinanze delle Kambal'nickie Koški si trovano:
- Un gruppo di isole senza nome si trova 7,5 km a nordovest delle Kambal'nickie Koški e 3,1 km a sudest di capo Lajdennyj; è formato da 5 lingue di sabbia, la maggiore delle quali si allunga al centro del gruppo per circa 3,5 km ed ha una larghezza massima di 200 m. (68°24′48.5″N 46°03′30″E)
- L'isola Korga (остров Корга), 2,8 km a nordovest di Korga, è una lunga lingua di sabbia, punteggiata di laghi. (68°23′29″N 46°08′03.5″E)
- Altre due lunghe lingue di sabbia senza nome si trovano 4,5 km a sud delle Kambal'nickie Koški, parallele alla costa della penisola di Kanin. Sono lunghe rispettivamente 4,8 km e 9 km. (68°12′19″N 46°21′04.5″E)